# Creuzier-le-Neuf

Creuzier-le-Neuf este o comună în departamentul Allier din centrul Franței. În 1 ianuarie 2022 avea o populație de 1.235 de locuitori.